# Adam Fox
Pour les articles homonymes, voir Fox.
Adam Fox (né le 17 février 1998 à Jericho dans l'État de New York aux États-Unis) est un joueur professionnel américain de hockey sur glace. Il évolue au poste de défenseur. 

## Biographie

### Carrière en club
Il commence sa carrière junior en 2014 avec le USNTDP dans l'USHL. Il est choisi au troisième tour, en soixante-sixième position par les Flames de Calgary lors du repêchage d'entrée dans la LNH 2016. De 2016 à 2019, il évolue dans le championnat NCAA avec l'université Harvard. Le Crimson d'Harvard remporte l'ECAC 2017.
Le 23 juin 2018, les Flames échangent les droits de Fox avec Dougie Hamilton et Micheal Ferland aux Hurricanes de la Caroline en retour de Noah Hanifin et Elias Lindholm. Le 30 avril 2019, la Caroline envoie les droits de Fox aux Rangers de New York en retour d'un choix de deuxième tour au repêchage 2019 et un choix conditionnel de troisième tour au repêchage 2020. Le 2 mai 2019, Fox signe un contrat d'entrée avec les Rangers.
Le 3 octobre 2019, il joue son premier match dans la Ligue nationale de hockey avec les Rangers de New York face aux Jets de Winnipeg. Le 24 octobre 2019, il enregistre son premier point, une assistance face aux Sabres de Buffalo. Il marque son premier but dans la LNH le 29 octobre 2019 contre le Lightning de Tampa Bay.
Le 25 mars 2021, il enregistre cinq assistances lors d'une victoire 8-3 face aux Flyers de Philadelphie devenant après Brian Leetch le deuxième défenseur de l'histoire des Rangers à réaliser cette performance.

### Carrière internationale
Il représente les États-Unis au niveau international. Il prend part aux sélections jeunes.

## Statistiques

### En club
| Saison     | Équipe                  | Ligue      |     | Saison régulière | Saison régulière | Saison régulière | Saison régulière | Saison régulière |   | Séries éliminatoires | Séries éliminatoires | Séries éliminatoires | Séries éliminatoires | Séries éliminatoires |
| Saison     | Équipe                  | Ligue      | PJ  | B                | A                | Pts              | Pun              | PJ               | B | A                    | Pts                  | Pun                  |                      |                      |
| 2014-2015  | USNTDP                  | USHL       | 34  | 3                | 14               | 17               | 26               | -                | - | -                    | -                    | -                    |                      |                      |
| 2014-2015  | Équipe nationale 17 ans | USDP       | 54  | 4                | 23               | 27               | 40               | -                | - | -                    | -                    | -                    |                      |                      |
| 2015-2016  | USNTDP                  | USHL       | 25  | 5                | 17               | 22               | 2                | -                | - | -                    | -                    | -                    |                      |                      |
| 2015-2016  | Équipe nationale 18 ans | USDP       | 64  | 9                | 50               | 59               | 12               | -                | - | -                    | -                    | -                    |                      |                      |
| 2016-2017  | Crimson d'Harvard       | ECAC       | 35  | 6                | 34               | 40               | 6                | -                | - | -                    | -                    | -                    |                      |                      |
| 2017-2018  | Crimson d'Harvard       | ECAC       | 29  | 6                | 22               | 28               | 12               | -                | - | -                    | -                    | -                    |                      |                      |
| 2018-2019  | Crimson d'Harvard       | ECAC       | 33  | 9                | 39               | 48               | 14               | -                | - | -                    | -                    | -                    |                      |                      |
| 2019-2020  | Rangers de New York     | LNH        | 70  | 8                | 34               | 42               | 32               | 3                | 0 | 0                    | 0                    | 2                    |                      |                      |
| 2020-2021  | Rangers de New York     | LNH        | 55  | 5                | 42               | 47               | 14               | -                | - | -                    | -                    | -                    |                      |                      |
| 2021-2022  | Rangers de New York     | LNH        | 78  | 11               | 63               | 74               | 26               | 20               | 5 | 18                   | 23                   | 2                    |                      |                      |
| 2022-2023  | Rangers de New York     | LNH        | 82  | 12               | 60               | 72               | 34               | 7                | 0 | 8                    | 8                    | 16                   |                      |                      |
| 2023-2024  | Rangers de New York     | LNH        | 72  | 17               | 56               | 73               | 36               | 16               | 0 | 8                    | 8                    | 8                    |                      |                      |
| Totaux LNH | Totaux LNH              | Totaux LNH | 357 | 53               | 255              | 308              | 142              | 46               | 5 | 34                   | 39                   | 28                   |                      |                      |

### En équipe nationale
| Année | Équipe             | Compétition                  |   | PJ | B | A | Pts | Pun | +/-                |  | Résultat |
| 2016  | États-Unis -18 ans | Championnat du monde -18 ans | 7 | 1  | 8 | 9 | 0   | +15 | Médaille de bronze |  |          |
| 2017  | États-Unis junior  | Championnat du monde junior  | 7 | 0  | 4 | 4 | 2   | +2  | Médaille d'or      |  |          |
| 2018  | États-Unis junior  | Championnat du monde junior  | 7 | 1  | 4 | 5 | 0   | +6  | Médaille de bronze |  |          |
| 2019  | États-Unis         | Championnat du monde         | 8 | 0  | 1 | 1 | 0   | +1  | Septième place     |  |          |
| 2025  | États-Unis         | Confrontation des 4 nations  | 4 | 0  | 0 | 0 | 4   | -2  | Finalistes         |  |          |

## Trophées et honneurs personnels

### Championnat du monde moins de 18 ans
- 2015-2016 : nommé meilleur défenseur

### ECAC
- 2016-2017 : 
  - nommé dans l'équipe des recrues
  - nommé recrue de la saison
  - nommé dans la première équipe d'étoiles
- 2017-2018 : nommé dans la première équipe d'étoiles
- 2018-2019 : nommé dans la première équipe d'étoiles

### LNH
- 2020-2021 : 
  - sélectionné dans la première équipe d'étoiles
  - remporte le trophée James-Norris
- 2021-2022 : invité au 66e Match des étoiles de la LNH mais remplacé par Ievgueni Kouznetsov[6] (1)
- 2022-2023 : 
  - participe au 67e Match des étoiles (2)
  - sélectionné dans la première équipe d'étoiles (2)
- 2023-2024 : sélectionné dans la deuxième équipe d'étoiles